# 친황다오 올림픽 스포츠 센터 스타디움
친황다오 올림픽 스포츠 센터 스타디움(중국어 간체자: 秦皇岛市奥体中心体育场, 정체자: 秦皇島市奧體中心體育場, 병음: Qínhuángdǎo Shì Ào Tǐ Zhōngxīn Tǐyùchǎng, 영어: Qinhuangdao Olympic Sports Center Stadium)은 중국 친황다오에 있는 다목적 경기장이다. 2008년 하계 올림픽 축구 경기장으로 활용되었다.